# فيصل الصقير
فيصل بن حمد الصقير (30 ديسمبر 1959 -) الرئيس التنفيذي للمركز السعودي للشراكات الاستراتيجية الدولية، منذ 1 يناير 2018. شغل سابقاً منصب رئيس الهيئة العامة للطيران المدني، والذي عين فيه بتاريخ 21-03-2011م، بالمرتبة الممتازة.

## التعليم
حاصل على دكتوراه في الهندسة المدنية الإنشائية عام 1988 من جامعة ستانفورد، الولايات المتحدة الأمريكية، وماجستير في الهندسة المدنية الإنشائية عام 1984 من جامعة ستانفورد، وبكالوريوس في الهندسة المدنية عام 1982 من جامعة الملك سعود.

## الحياة العملية
شغل منصب رئيس مجلس إدارة الشركة السعودية لهندسة وصناعة الطيران بين 2016 و2018، ورئيس مجلس مديري شركة الطيران المدني السعودية القابضة بين 2015 و2018، ورئيس ثم نائب رئيس مجلس إدارة ومستشار رئيس الهيئة العامة للطيران المدني السعودية للشؤون التنفيذية بين 2011 و2015.
أسس شركة النقل المتكامل المحدودة، وترأس إدارتها التنفيذية بين 2007 و2011، وعمل مديراً لتطوير الأعمال في مجموعة المهيدب بين 2004 و2007.
انضم إلى شركة الإلكترونيات المتقدمة عام 1996 وشغل فيها العديد من المناصب وتشمل: نائب أعلى للرئيس ومدير عام وحدة الأنظمة العسكرية بين 2000 و2004، ونائب أعلى لرئيس تنمية الأعمال بين 2000 و2002، ونائب رئيس المشاريع بين 1996 و1999، وكان مستشاراً للبرنامج السعودي للخزن الاستراتيجي في وزارة الدفاع والطيران والمفتشية العامة السعودية، بين 1992 و1996.
لديه خبرة في المجال الأكاديمي، حيث عمل في قسم الهندسة المدنية في جامعة الملك سعود، فكان رئيساً للقسم بين 1993 و1995، وأستاذاً مشاركاً بين 1992 و2000، وأستاذاً مساعداً بين 1988 و1992، ومعيداً بين 1982 و1988، وعضواً في مجلس إدارة «مركز خدمة المجتمع والتعليم المستمر» في الجامعة لمدة 5 أعوام، كما عمل مستشاراً لـ«المديرية العامة للدفاع المدني السعودية» في مجال تخطيط وتصميم الملاجئ.
وهو عضو مجلس إدارة "شركة أسمنت المنطقة الشمالية" منذ 16 مارس2020. كما شغل عضوية مجلس إدارة العديد من الشركات، منها: شركة الاتصالات المتنقلة السعودية "زين"، و"شركة ساب للتكافل"، و"الخطوط السعودية للشحن الجوي، و"شركة أسمنت المنطقة الشمالية".
لديه العديد من الأبحاث والمقالات العلمية.

## أوسمة
نال «وسام الملك عبد العزيز من الدرجة الأولى» لجهوده في تطوير الحركة العلمية والتفوق في البحث العلمي عام 2004.

## براءات اختراع
حاصل على براءتي اختراع مسجلتين في الولايات المتحدة الأمريكية وفي الاتحاد الأوروبي (مع آخرين)